# Philipp Tillmann

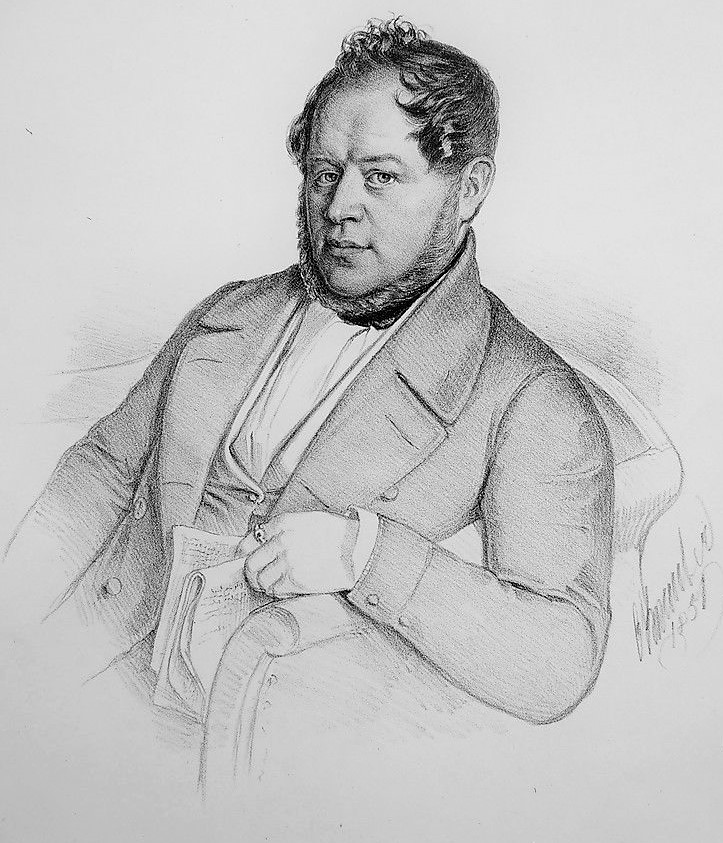
Philipp Tillmann, 1851

Philipp Tillmann (* 1809 in Freinsheim, Departement Donnersberg; † nach 1881) war ein pfälzischer Ökonom und bayerischer Landtagsabgeordneter.

## Leben
Er stammte aus Freinsheim, war katholisch und wurde geboren als Sohn der Eheleute Anton Tillmann und Barbara geb. Helffrich. Seine Cousine Barbara Tillmann ehelichte 1839 in Freinsheim Heinrich von Gagern, Hessischer Ministerpräsident und 1848/49 Präsident der Frankfurter Nationalversammlung. Eine andere seiner Cousinen war Anna von Szent-Ivanyi, Weingutsbesitzerin in Deidesheim, Schwägerin des dortigen Bürgermeisters und bayerischen Landtagsabgeordneten Andreas Jordan. Philipp Tillmann heiratete Elisabeth Bilabel aus dem südpfälzischen Edesheim, wo das Paar auch lebte. Hier betrieb er ein Weingut und eine Ölmühle, nebenbei betätigte er sich als Adjunkt der Gemeindeverwaltung.
1845 wurde Philipp Tillmann als Abgeordneter in die Kammer der Abgeordneten (Bayern) gewählt. Er verblieb dort bis 1855. Von 1863 bis 1881 übte er das gleiche Amt erneut aus. Nach Gründung der Bayerischen Fortschrittspartei (1863) gehörte er dieser an und vertrat den Wahlkreis Landau-Neustadt. Nach Einschätzung des Ministers Karl von Schrenck war Tillmann ein „ganz vernünftiger Mann“, der nicht zum Extremen neige. 1848 zählte man ihn zur liberal-demokratischen Opposition, wobei er allerdings 1849, während des Pfälzischen Aufstandes, bei der Volksversammlung über die Gründung einer Provisorischen Regierung der Pfalz, den Verfassungsbruch ablehnte und als Delegierter seines Kantons mit „Nein“ stimmte. Seit 1864 gehörte Philipp Tillmann dem naturkundlichen Verein Pollichia an. Sterbedatum und -ort sind in den Unterlagen des Bayerischen Landtags nicht festgehalten.
Der Sohn Rudolf Tillmann (1841–1902) war Richter am Pfälzischen Oberlandesgericht Zweibrücken.